# Leipzig
Leipzig (phiên âm tiếng Việt: Lai-pxích hay Lai-xích; phát âm tiếng Đức: [ˈlaɪptsɪç] ⓘ), là thành phố trực thuộc bang và cũng là thành phố đông dân cư nhất của bang Sachsen, Cộng hòa Liên bang Đức. Nguồn gốc của cái tên này là từ Lipsk trong tiếng Slav. Vị trí của thành phố là nơi gặp nhau của những con sông Pleiße, Elster Trắng và Parthe.
Dân số thành phố vượt ngưỡng 100.000 vào năm 1870 và trở thành thành phố lớn từ đấy. Từ năm 1190 thành phố là một địa điểm tổ chức hội chợ quan trọng trong Trung Âu. Bên cạnh và trước Frankfurt am Main một thời gian dài thành phố là trung tâm lịch sử của ngành in sách và buôn bán sách. Ngoài ra Leipzig còn có một trong các trường đại học lâu đời nhất: Đại học Leipzig (Universität Leipzig). Thành phố là một phần của vùng đô thị Tam giác Sachsen, một trọng điểm giao thông quan trọng và là một trong những khu vực kinh tế phát triển nhất ở miền đông nước Đức.

## Lịch sử

### Khởi nguyên

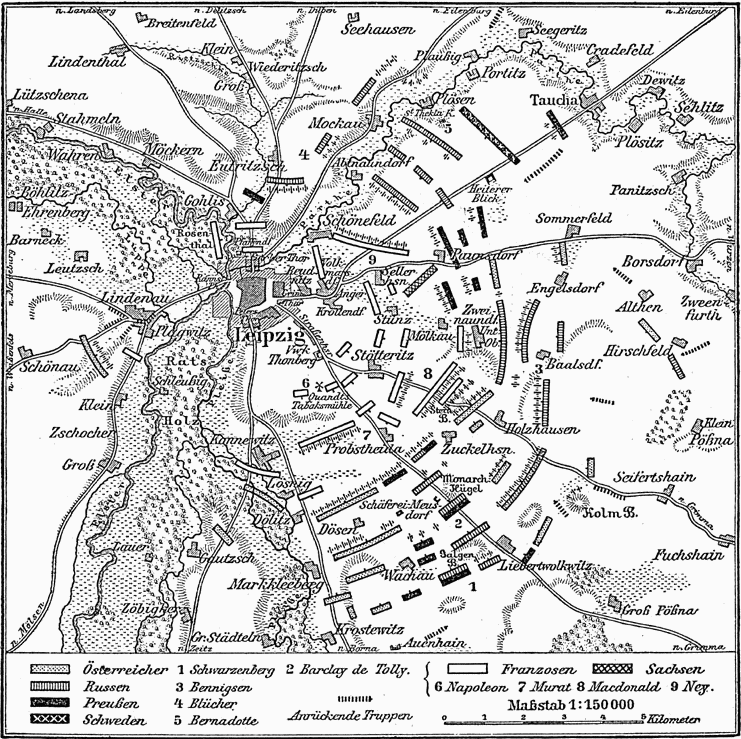
Một bản đồ từ Meyers Konversations-Lexikon miêu tả Trận Leipzig vào ngày 18 tháng 10 năm 1813

Leipzig có nguồn gốc từ ngôn ngữ Slav Lipsk, có nghĩa là "khu định cư nơi có cây Đoạn mọc".
Leipzig lần đầu tiên xuất hiện trong các văn kiện vào năm 1015 trong biên niên sử của Bishop Thietmar thuộc Merseburg và thành phố đã được hưởng các đặc ân về thương mại vào năm 1165 của Bá tước Otto. Leipzig về cơ bản được định hình trong lịch sử Sachsen và của Đức và luôn được biết đến là một địa điểm thương mại. Hội chợ Buôn bán Leipzig, bắt đầu vào thời Trung Cổ, đã trở thành một sự kiện quốc tế quan trọng và là hội chợ thương mại lâu đời nhất còn tồn tại trên thế giới.
| Năm                                      | Thế kỉ 7–9 | 1015  | 1165 | 1220     | 1232   | 1402     | 1459      | 1494 | 1507    |
| Tên gọi thay đổi theo tiến trình lịch sử | Lipsk      | Libzi | Lipz | Liptzick | Lipzic | Leiptzgk | Leipczigk | Lips | Leipzig |

Đã có các ghi chép về các hoạt động đánh cá nhằm mua bán trên sông Pleisse tại Leipzig từ năm 1305, khi Bá tước Dietrich Trẻ đã chấp nhận quyền đánh cá của nhà thờ và Tu viện Thánh Thomas.
Có một số tu viện bên trong và xung quanh thị trấn, bao gồm một tu viện Benedectine mà sau đó được đặt tên Barfussgässchen (Lối đi Chân trần), tu viện của thấy tu người Ireland gần nơi mà nay là Ranstädter Steinweg (Via Regia Cổ).
Việc thành lập Đại học Leipzig vào năm 1409 đã khởi đầu cho việc thành phố phát triển thành một trung tâm của ngành luật và xuất bản tại Đức, và tiếp theo là địa điểm đặt Reichsgericht (Tòa Dân sự Tối cao), và Thư viện Quốc gia Đức (thành lập năm 1912). Triết gia-nhà toán học Gottfried Wilhelm Leibniz được sinh ra tại Leipzig năm 1646, và đã học tập tại Đại học Leipzig từ năm 1661 đến 1666.
Ngày 24 tháng 12 năm 1701, một hệ thống chiếu sáng đường phố bằng nhiên liệu dầu đã được giới thiệu. Thành phố đã phải thuê đội bảo vệ đèn với kế hoạch làm việc rõ ràng để bảo đảm 700 chiếc đèn được thắp đúng thời điểm.

### Thế kỷ 19
Khu vực Leipzig từng là nơi diễn ra Trận Leipzig năm 1813 giữa Đế chế thứ nhất Pháp và một liên minh bao gồm Phổ, Nga, Áo và Thụy Điển. Đây là trận chiến lớn nhất tại châu Âu trước khi diễn ra Chiến tranh thế giới thứ nhất và đã chấm dứt sự hiện diện của Napoléon tại Đức và cuối cùng đã dẫn tới cuộc lưu vong đầu tiên của ông tại Elba. Năm 1913, Đài kỉ niệm Trận chiến giữa các Quốc gia nhân dịp kỉ niệm 100 năm sự kiện này đã được hoàn thành.

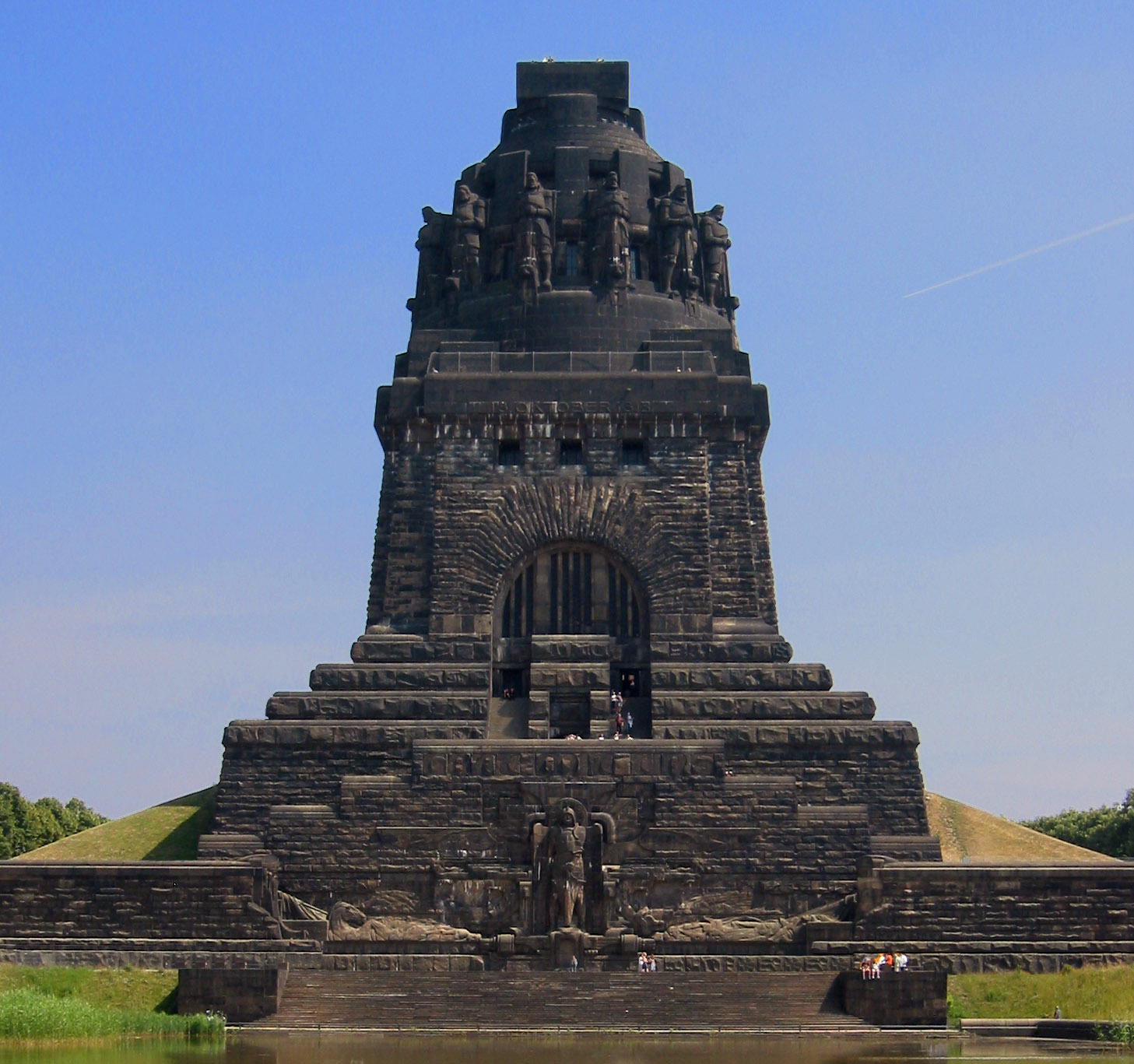
Đài kỉ niệm Trận chiến giữa các Quốc gia

Với việc có một ga cuối của tuyến tàu hỏa đường dài đầu tiên của Đức tới Dresden (kinh đô của Sachsen) vào năm 1839, Leipzig trở thành một trung tâm của giao thông đường sắt khu vực Trung Âu, với Ga Trung tâm Leipzig là Ga đầu tuyến lớn nhất về diện tích tại châu Âu. Ga tàu hỏa có hai lối vào đại sảnh lớn, theo truyền thống thì lối phía đông dành cho tuyển đế hầu Sachsen và lối phía tây dành cho Hoàng đế Đức.

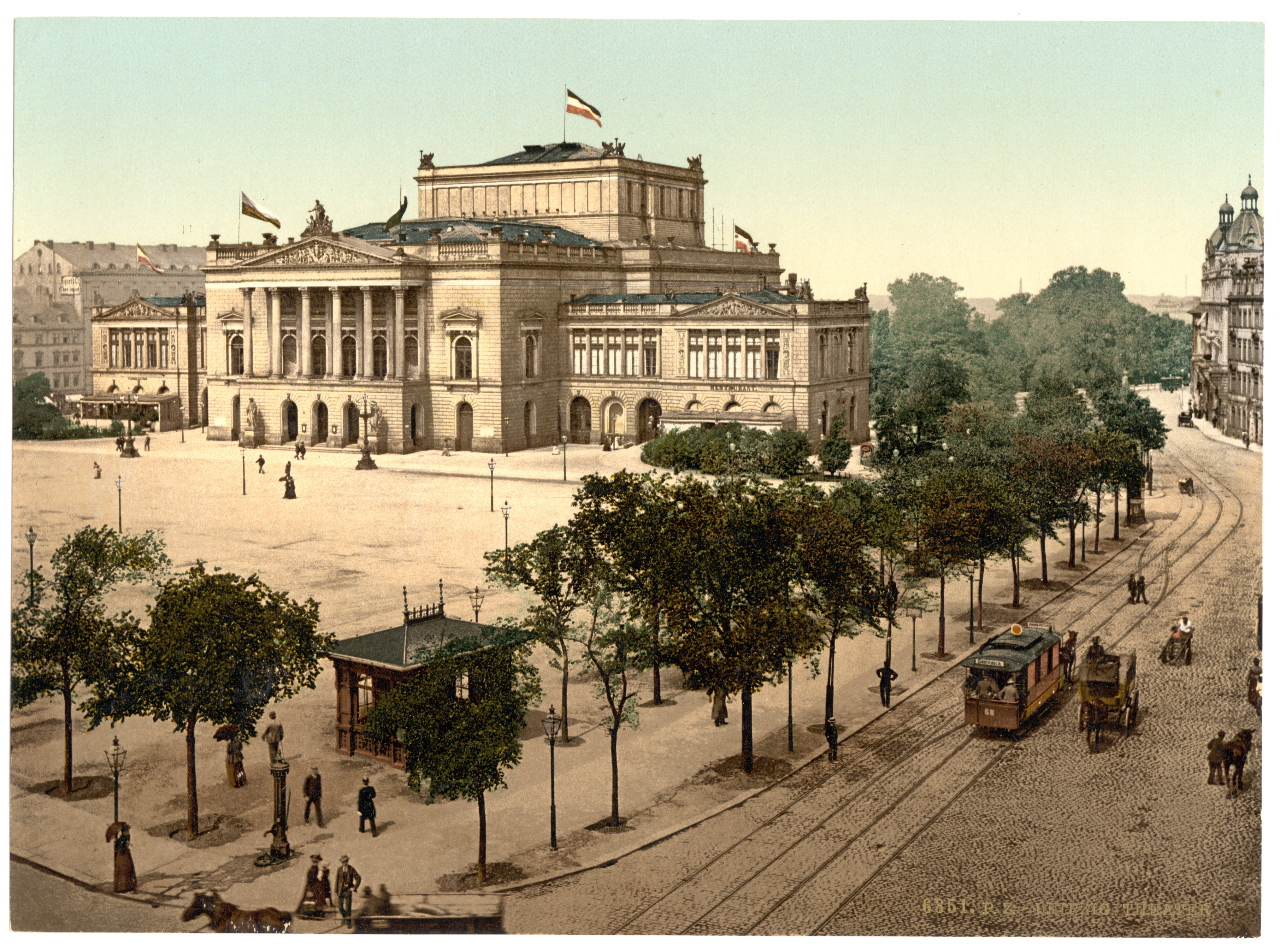
Augustusplatz với Nhà hát Lớn Leipzig, khoảng năm 1900

Leipzig trở thành một trung tâm của phong trào tự do Đức và Sachsen. Đảng Lao động Đức đầu tiên, Hội Liên hiệp Toàn thể Công nhân Đức (Allgemeiner Deutscher Arbeiterverein, ADAV) được thành lập tại Leipzig vào ngày 23 tháng 5 năm 1863 bởi Ferdinand Lassalle; khoảng 600 công nhân từ khắp nước Đức đã di chuyển tới thành phố để tham gia sự kiện thành lập hội bằng tuyến đường sắt mới. Leipzig đã mở rộng nhanh chóng hướng tới con số một triệu cư dân. Các khu vực Gründerzeit khổng lồ được xây dựng, và phần lớn trong số chúng vẫn tồn tại bất chấp hai cuộc thế chiến và các hoạt động phá hủy sau đó.

### Thế kỷ 20
Với việc mở cửa xưởng sản xuất thứ 5 vào năm 1907, Leipziger Baumwollspinnerei đã trở thành công ty bông sợi lớn nhất tại lục địa châu Âu, với 240.000 nhân công. Sản lượng hàng ngày là hơn 5 triệu kilôgram sợi.
Thị trưởng thành phố từ năm 1930 đến 1937 là Carl Friedrich Goerdeler, ông là một người đối lập nổi tiếng của chế độ Đức Quốc xã. Ông từ chức vào năm 1937 và sau đó, người phó Đức Quốc xã của ông đã ra lệnh phá hủy bức tượng Felix Mendelssohn vốn là biểu trưng của thành phố. Vào Kristallnacht (Đêm Kính vỡ) năm 1938, một trong số những tòa nhà có ý nghĩa nhất về mặt kiến trúc của thành phố, giáo đường Do Thái theo kiến trúc Phục hưng từ năm 1855 đã bị phá hủy. Hàng nghìn lao động đã dừng chân tại Leipzig trong Chiến tranh thế giới thứ hai.
Thành phố cũng bị thiệt hại nặng nề do các vụ ném bom của phe Đồng Minh trong Thế chiến II. Không giống như những thành phố láng giềng Dresden là thành phố phải chịu các vụ ném bom theo đợt với sức công phá lớn. Leipzig chỉ mất đi một số công trình ngoại vi chứ không mất đi khu vực trung tâm với một mức độ tàn phá lớn, tuy nhiện hậu quả cũng thể hiện tại nhiều nơi.
Lực lượng bộ binh của quân Đồng Minh tiến đến Leipzig vào cuối tháng 4 năm 1945. Sư đoàn Bộ binh số 2 và Sư đoàn Bộ binh số 69 của Hoa Kỳ đã chiến đấu bên trong thành phố vào ngày 18 tháng 4 và hoàn tất việc chiếm giữ sau các trận chiến dữ dội tại đây, cuộc chiến diễn ra trên từng đường phố, từng căn nhà, vào ngày 19 tháng 4 năm 1945. Sau đó Hoa Kỳ trao lại quyền quản lý thành phố cho Hồng quân Liên Xô. Leipzig về sau là một trong các thành phố chính của Cộng hòa Dân chủ Đức (Đông Đức).
Vào giữa thế kỷ 20, hội chợ thương mại của thành phố được thừa nhận và hồi phục lại tầm quan trọng như là một địa điểm gặp gỡ giữa các thành viên của khối kinh tế Comecon, là tổ chức mà Đông Đức là một thành viên. Vào thời điểm này, hội chợ thương mại được tổ chức ở một địa điểm phía nam thành phố, gần Đài kỉ niệm Trận chiến giữa các Quốc gia.
Vào tháng 10 năm 1989, sau các buổi cầu nguyện cho hòa bình tại Nhà thờ Thánh Nicôla, được thành lập từ năm 1983 như là một phần của phong trào hòa bình, Cuộc tuần hành Thứ hai đã bắt đầu và trở thành cuộc biểu tình chống chế độ cộng sản Đông Đức nổi bật nhất.

## Địa lý
Leipzig nằm tại nơi hợp dòng của các dòng sông Weisse Elster, Pleisse và Parthe thuộc phần cực nam của đồng bằng Bắc Đức, một phần của đồng bằng Bắc Âu tại nước Đức. Địa điểm này có nét đặc trưng với những vùng đầm lầy như Rừng ven sông Leipzig, ngoài ra cũng có một số khu vực đá vôi ở phía bắc của thành phố. Phong cảnh chủ yếu là bằng phẳng song cũng có một số dấu tích của băng tích và những ngọn đồi nhỏ.
Mặc dù có một số công viên rừng bên trong thành phố, song các khu vực xung quanh Leipzig tương đối hiếm rừng. Trong thế kỷ 20, đã có một vài mỏ khai thác lộ thiên tại khu vực thành phố, nhiều mỏ nay được chuyển đổi thành các hồ nước.
Leipzig nằm tại nơi giao cắt của nhiều tuyến đường lịch sử được biết tới như Via Regia (xa lộ Vua), con đường đi ngang ba các vùng đất của người German theo chiều đông tây, và Via Imperii (xa lộ Hoàng Đế), một tuyến đường theo chiều bắc - nam.
Leipzig tường là một thành phố có tường thành bao bọc dưới thới Trung Cổ và hiện nay có một tuyến đường vành đai xung quanh trung tâm thành phố tương ứng với bức tường thành cổ.

### Hành chính
Leipzig từ năm 1992 được chia thành 10 quận hành chính, và 63 khu phố. Một số trong đó là các ngôi làng ngoại ô xa xôi nhưng thuộc địa giới của Leipzig.

Các quận và vùng

| Quận      | Dân số | Diện tích km² | Mật độ. /km² |
| --------- | ------ | ------------- | ------------ |
| Trung tâm | 49.562 | 13,88         | 3.570        |
| Đông Bắc  | 41.186 | 26,29         | 1.566        |
| Đông      | 69.666 | 40,74         | 1.710        |
| Đông Nam  | 51.139 | 34,65         | 1.476        |
| Nam       | 57.434 | 16,92         | 3.394        |
| Tây Nam   | 45.886 | 46,67         | 983          |
| Tây       | 51.276 | 14,69         | 3.491        |
| Tây Cổ    | 46.009 | 26,09         | 1.764        |
| Tây Bắc   | 28.036 | 39,09         | 717          |
| Bắc       | 57.559 | 38,35         | 1.501        |

|              | Delitzsch    | Jesewitz  |         |
| Schkeuditz   | Rackwitz     | Taucha    |         |
|              |              | Borsdorf  | Brandis |
| Markranstädt | Markkleeberg | Naunhof   |         |
| Kitzen       | Zwenkau      | Großpösna |         |
|              |              |           |         |

### Khí hậu

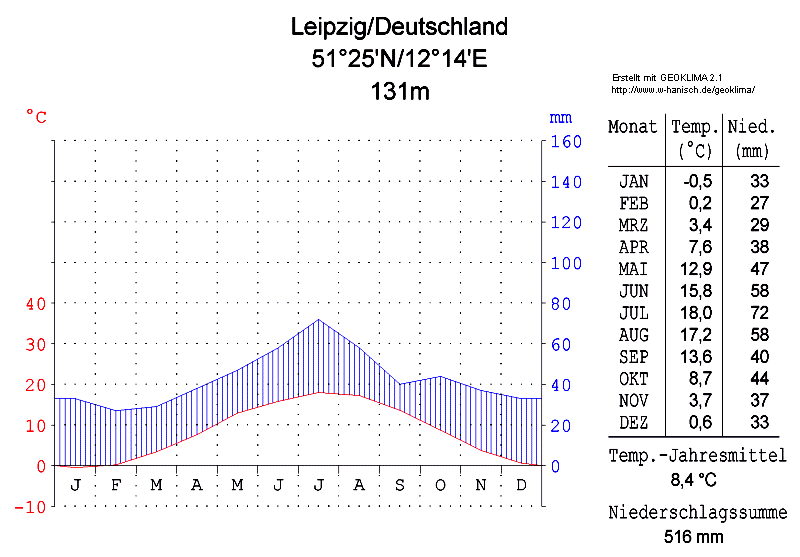
Biểu đồ khí hậu Leipzig

Leipzig có khí hậu lục địa với nhiệt độ mùa hè có thể lên tới 30 °C (vào 10 ngày trong năm 2010) và thường xuyên xuống tới mức dưới 0 °C (62 ngày trong năm 2010). Cũng như phần lớn nước Đức, tuyết thường rơi đều đặn vào một số ngày trong tuần, hay theo tháng vào mùa đông.
Ngày nóng nhất tại Leipzig từng được ghi nhận trong lịch sử là vào 9 tháng 8 năm 1992 với nhiệt độ lên đến 38,8 °C, còn nhiệt độ lạnh nhất xuất hiện vào ngày 14 tháng 1 năm 1987 với chỉ −24,1 °C.
| Dữ liệu khí hậu của Leipzig        | Dữ liệu khí hậu của Leipzig | Dữ liệu khí hậu của Leipzig | Dữ liệu khí hậu của Leipzig | Dữ liệu khí hậu của Leipzig | Dữ liệu khí hậu của Leipzig | Dữ liệu khí hậu của Leipzig | Dữ liệu khí hậu của Leipzig | Dữ liệu khí hậu của Leipzig | Dữ liệu khí hậu của Leipzig | Dữ liệu khí hậu của Leipzig | Dữ liệu khí hậu của Leipzig | Dữ liệu khí hậu của Leipzig | Dữ liệu khí hậu của Leipzig |
| Tháng                              | 1                           | 2                           | 3                           | 4                           | 5                           | 6                           | 7                           | 8                           | 9                           | 10                          | 11                          | 12                          | Năm                         |
| ---------------------------------- | --------------------------- | --------------------------- | --------------------------- | --------------------------- | --------------------------- | --------------------------- | --------------------------- | --------------------------- | --------------------------- | --------------------------- | --------------------------- | --------------------------- | --------------------------- |
| Trung bình ngày tối đa °C (°F)     | 3.2 (37.8)                  | 4.1 (39.4)                  | 8.7 (47.7)                  | 13.0 (55.4)                 | 18.6 (65.5)                 | 21.5 (70.7)                 | 23.7 (74.7)                 | 23.9 (75.0)                 | 19.3 (66.7)                 | 13.7 (56.7)                 | 7.2 (45.0)                  | 4.0 (39.2)                  | 13.4 (56.2)                 |
| Trung bình ngày °C (°F)            | 0.7 (33.3)                  | 1.1 (34.0)                  | 5.0 (41.0)                  | 8.4 (47.1)                  | 13.4 (56.1)                 | 16.5 (61.7)                 | 18.5 (65.3)                 | 18.6 (65.5)                 | 14.8 (58.6)                 | 9.9 (49.8)                  | 4.5 (40.1)                  | 1.7 (35.1)                  | 9.4 (49.0)                  |
| Tối thiểu trung bình ngày °C (°F)  | −1.9 (28.6)                 | −2.0 (28.4)                 | 1.2 (34.2)                  | 3.7 (38.7)                  | 8.1 (46.6)                  | 11.4 (52.5)                 | 13.3 (55.9)                 | 13.3 (55.9)                 | 10.2 (50.4)                 | 6.0 (42.8)                  | 1.8 (35.2)                  | −0.7 (30.7)                 | 5.4 (41.7)                  |
| Lượng mưa trung bình mm (inches)   | 30.9 (1.22)                 | 26.7 (1.05)                 | 36.5 (1.44)                 | 42.4 (1.67)                 | 42.1 (1.66)                 | 55.1 (2.17)                 | 58.2 (2.29)                 | 58.6 (2.31)                 | 44.5 (1.75)                 | 35.8 (1.41)                 | 37.1 (1.46)                 | 38.9 (1.53)                 | 506.8 (19.96)               |
| Số ngày mưa trung bình (≥ 1.0 mm)  | 8.1                         | 6.6                         | 8.0                         | 7.6                         | 8.5                         | 9.4                         | 8.8                         | 8.1                         | 7.6                         | 7.3                         | 7.9                         | 8.9                         | 96.8                        |
| Nguồn: Tổ chức Khí tượng Thế giới. |                             |                             |                             |                             |                             |                             |                             |                             |                             |                             |                             |                             |                             |

## Nhân khẩu

Tăng trưởng dân số từ năm 1600

Dân số Leipzig xấp xỉ nửa triệu người với tỷ lệ thất nghiệp là khoảng 17%. Trước khi nước Đức tái thống nhất, dân số thành phố là 700.000 người. Nhiều cư dân của thành phố trong lứa tuổi lao động đã di cư về các khu vực ở phía tây để tìm kiếm công việc, ngoài ra tỷ lệ sinh thấp cũng đóng góp vào việc dân số suy giảm. Tuy nhiên số trẻ em sinh ra tại thành phố năm 2000 là 5.414 trẻ, con số cao nhất kể từ khi tái thống nhất. Trong khi đó có 5788 người qua đời tại Leipzig năm 2010, song dân số thành phố vẫn tăng 4000 do nhập cư. Độ tuổi trung bình của cư dân thành phố là 44.
Tỷ lệ dân nhập cư hay không có nguồn gốc dân tộc Đức tại Leipzig là khá thấp nếu đem so sánh với các thành phố khác tại Đức; số cư dân nước ngoài trên thực tế đã giảm từ 28.177 năm 2008 xuống 24.881 vào năm 2010. Năm 2011, chỉ có khoảng 10% dân số thành phố thuộc các thế hệ nhập cư thứ nhất và thứ hai so với con số trung bình toàn quốc là 20%.
Số người dân tộc thiểu số (thế hệ thứ nhất và thứ hai) tại Leipzig theo nguồn gốc quốc gia vào ngày 31 tháng 12 năm 2010
| Thứ hạng | Nguồn gốc  | Số lượng |
| -------- | ---------- | -------- |
| 1        | Nga        | 5.600    |
| 2        | Ukraina    | 3.100    |
| 3        | Việt Nam   | 3.000    |
| 4        | Kazakhstan | 2.100    |
| 5        | Ba Lan     | 2.000    |
| 6        | Thổ Nhĩ Kỳ | 1.600    |
| 7        | Iraq       | 1.600    |
| 8        | Trung Quốc | 1.100    |

## Kiến trúc
Leipzig có nhiều toà nhà đại diện cho lối kiến trúc Gründerzeit và cũng của lối kiến trúc Plattenbau từ thời kỳ Đông Đức trước đây. Tòa nhà của Đại học Giáo hội đã bị chế độ cộng sản phá hủy vào năm 1968 hiện đang được tái xây dựng với vai trò là một tòa nhà thế tục. Thành phố có một số công viên và khu rừng cùng một sở thú bao gồm căn chuồng lớn nhất trên thế giới dành cho loài động vật linh trưởng.

## Văn hóa

### Thắng cảnh chính

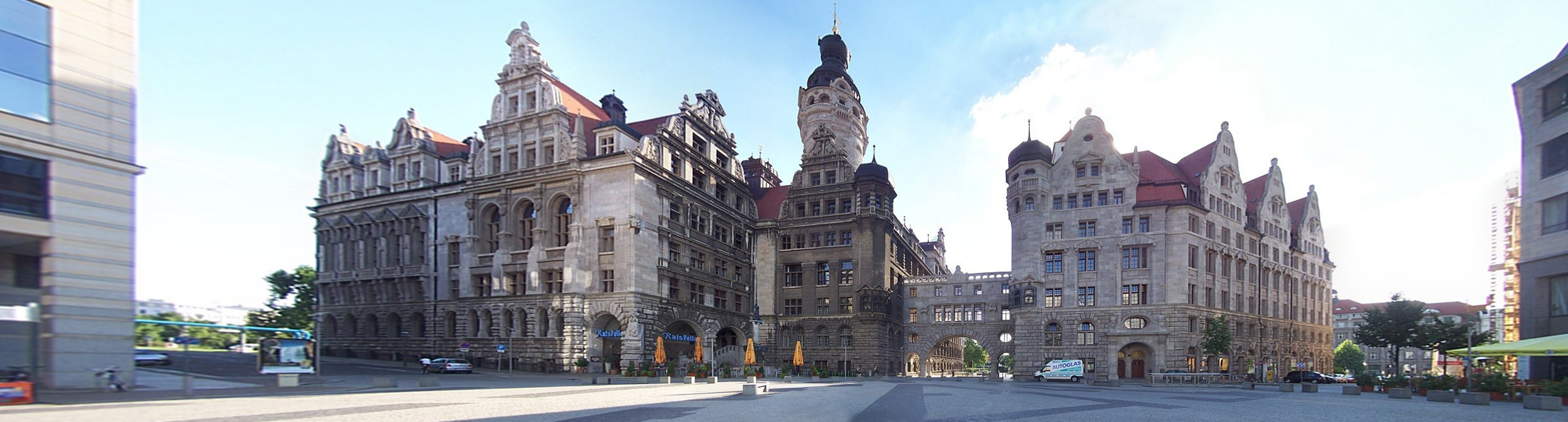
Tòa thị chính Mới

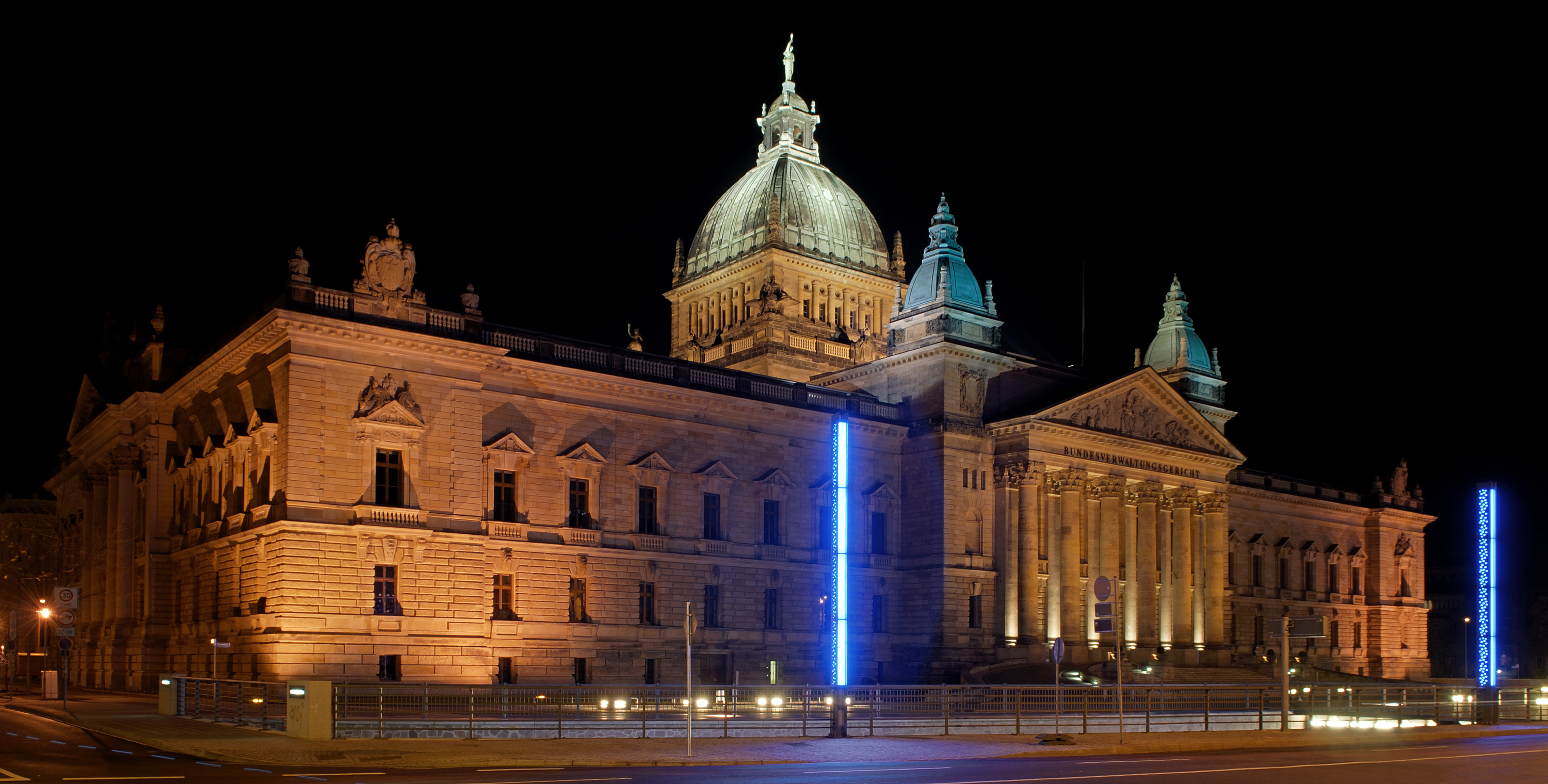
Trụ sở Tòa án Hành chính Tối cao Liên bang Đức vào ban đêm

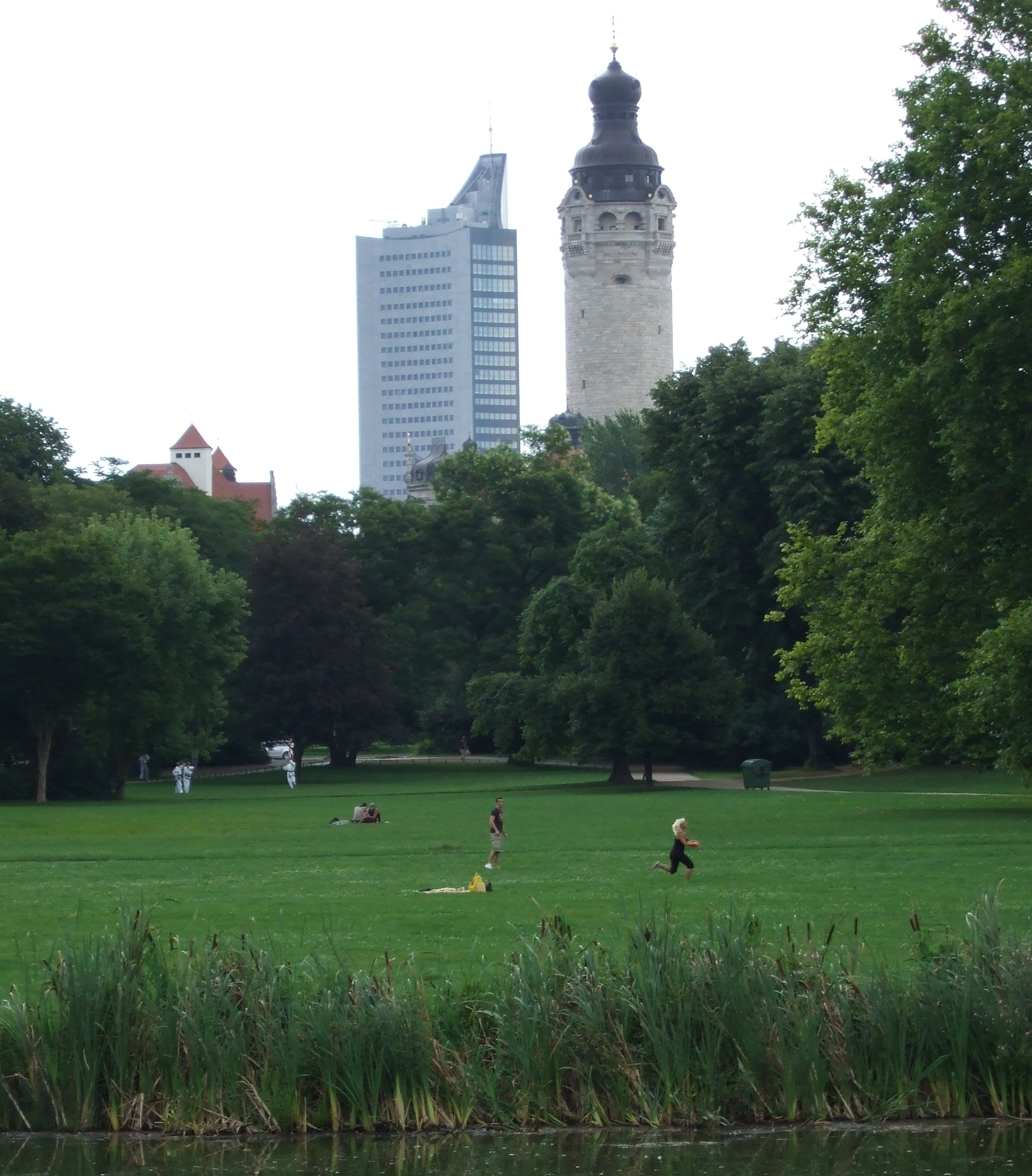
Johannapark cùng City-Hochhaus Leipzig và tòa tháp của Tòa thị chính Mới

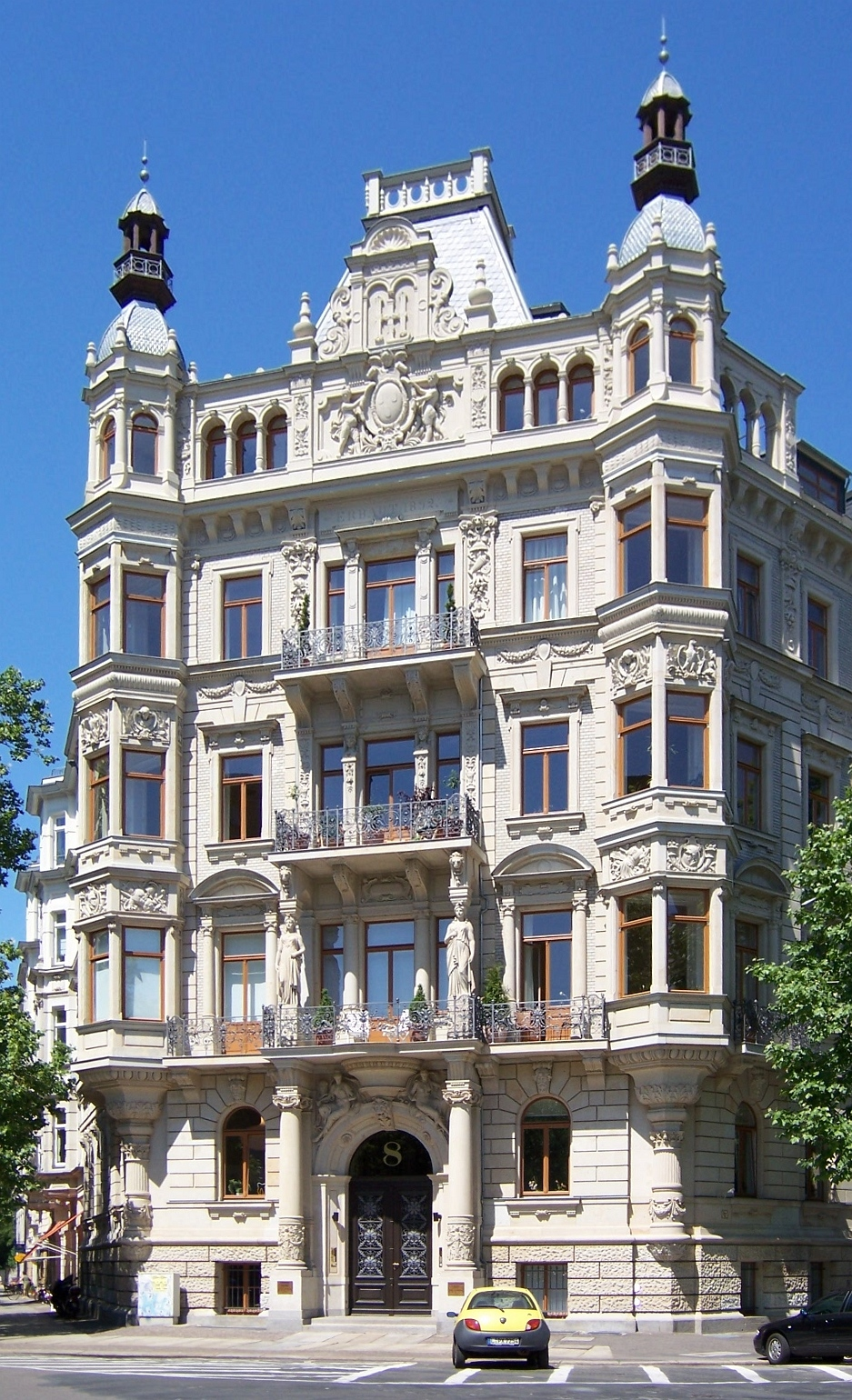
Palais Roßbach, một trong những tòa nhà theo kiến trúc Gründerzeit tại Leipzig

- Nhà thờ Thánh Thomas (Thomaskirche): Là công trình nổi tiếng nhất với vai trò là nơi Johann Sebastian Bach từng làm việc với vai trò người điều khiển ca đoàn và là nơi có hợp xướng thiếu nam lừng danh Thomanerchor
- Đài tưởng niệm Felix Mendelssohn ở mặt trước của nhà thờ này. Bị Đức Quốc xã phá hủy vào năm 1936, được xây dựng lại vào ngày 18 tháng 10 năm 2008.
- Nhà thờ Thánh Nicolas (Nikolaikirche), là nơi Bach cũng từng làm việc. Montagsgebet hàng tuần (Thứ hai cầu nguyện) được tổ chức ở đây vào thập kỉ 1980 và là điểm khởi đầu cho những cuộc biểu tình vào Thứ hai chống lại chế độ Cộng hòa Dân chủ Đức.
- Völkerschlachtdenkmal (Đài tưởng niệm Trận đánh giữa các Quốc gia): một trong những đài kỉ niệm lớn nhất tại châu Âu, được xây để kỉ niệm trận chiến thắng lợi chống lại quân xâm lược của Napoleon
- Gewandhaus: Trụ sở của dàn nhạc Gewandhaus nổi tiếng, đây là tòa nhà thứ ba mang tên này.
- Tòa thị chính Cũ: Tòa thị chính cũ được xây từ năm 1556 và hiện là một bảo tàng về lịch sử thành phố
- Tòa thị chính Mới: Tòa thị chính mới được xây dựng trên phần còn lại của Pleißenburg, một lâu đài từng là nơi diễn ra cuộc tranh luận năm 1519 giữa Johann Eck và Martin Luther
- City-Hochhaus Leipzig: được xây dựng năm 1972, từng là một phần của một trường đại học và là tòa nhà cao nhất thành phố
- Städtisches Kaufhaus (Cơ quan lưu trữ của thành phố): tòa nhà mẫu hội chợ đầu tiên của thế giới và hiện nay là nơi đặt trụ sở của các văn phòng, cửa hàng bán lẻ, nhà hàng và các phòng học tạm của Trường Đại học Leipzig
- Bundesverwaltungsgericht: Trụ sở Tòa án Hành chính Tối cao Liên bang Đức hiện nay từng là nơi đặt Reichsgericht, tòa án nhà nước cao nhất từ năm 1888 đến 1945
- Vườn thực vật Leipzig là vườn thực vật lâu đời nhất tại Đức

Trong số các trụ sở cơ quan tại Leipzig, đáng chú ý có nhà hát opera và Vườn động vật Leipzig, địa điểm sau là nơi sinh sống thuận lợi lớn nhất thế giới đối với các loài động vật linh trưởng. Trung tâm của Hội chợ thương mại Leipzig ở phía bắc thành phố là tòa nhà kính nổi trên mặt nước lớn nhất thế giới. Leipzig cũng được biết đến với các ngõ nhỏ qua các ngôi nhà hay tòa nhà lớn.

### Âm nhạc
Johann Sebastian Bach từng làm việc tại Leipzig từ năm 1723 đến năm 1750, ông chỉ đạo đội hợp xướng nhà thờ Thánh Thomas, tại nhà thờ Thánh Thomas, nhà thờ Thánh Nicolas và Paulinerkirche, trường đại học ki-tô giáo của Leipzig (bị phá hủy vào năm 1968). Nhà soạn nhạc Richard Wagner đã sinh ra tại Leipzig vào năm 1813, ở Brühl. Robert Schumann cũng từng hoạt động âm nhạc tại Leipzig, được Felix Mendelssohn mời sau đó khi thành lập nhạc viện đầu tiên của Đức tại thành phố vào năm 1843. Gustav Mahler là nhạc trưởng thứ hai (làm việc dưới sự chỉ đạo của Artur Nikisch) tại Nhà hát Leipzig từ tháng 6 năm 1886 cho đến tháng 5 năm 1888, và đã đạt được sự công nhận lớn đầu tiên của ông khi hoàn thành và công bố vở nhạc kịch Die Drei Pintos của Carl Maria von Weber, và Mahler cũng đã hoàn thành Bản giao hưởng số 1 của mình khi sinh sống tại thành phố.
Nhạc viện ngày nay đã trở thành là Đại học Âm nhạc và Sân khấu Leipzig Trường đào tạo một loạt lãnh vực, bao gồm cả nghệ thuật và đào tạo sư phạm, với tất cả các ngành nhạc cụ giao hưởng, âm thanh, giảng giải, huấn luyện, nhạc thính phòng dương cầm, chỉ huy dàn nhạc, soạn nhạc, chỉ huy hợp xướng. Các thể loại âm nhạc bao gồm jazz, nhạc thịnh hành, ca kịch hay nhạc nhà thờ. Ở các ban kịch nghệ còn dạy về diễn xuất và kịch nghệ.
Bach-Archiv về tư liệu và nghiên cứu về cuộc sống và công việc của Bach và gia đình ông đã được Werner Neumann phát hiện tại Leipzig vào năm 1950. Bach-Archiv tổ chức cuộc thi Johann Sebastian Bach Quốc tế uy tín, bắt đầu vào năm 1950 như là một phần của lkex hội âm nhạc đánh dẫu hai tăm năm ngày mất của Bach. Cộc thi hiện được tổ chức hai năm một lần với ba thể loại thay đổi. Bach-Archiv cũng tổ chức biểu diễn, đặc biệt là lễ hội Bachfest Leipzig quốc tế và quản lý bảo tàng Bach.
Truyền thống âm nhạc của thành phố đã được thể hiện với danh tiếng toàn cầu của Dàn nhạc Gewandhaus Leipzig và Đội hợp xướng Thánh Thomas. Với trên 60 năm, Leipzig đã tổ chức chương trình "hòa nhạc trường học" lâu đời nhất cho trẻ em tại Đức. Với trên 140 buổi biểu diễn mỗi năm ở các khu vực như Gewandhaus và trên 40.000 trẻ em quan tâm cũng những người trẻ tuổi học và sáng tác âm nhạc.
Đối với âm nhạc đương đại, Leipzig được biết đến với nhạc cảnh âm nhạc độc lập của mình và các sự kiện tiểu văn hóa. Leipzig đã có trên 20 năm là chủ nhà của lễ hội ân nhạc Gothic lớn nhất thế giới, Wave-Gotik-Treffen (WGT) được tổ chức hành năm với hàng nghìn người hâm mộ đến từ khắp châu Âu tụ họp vào đầu mùa hè. Leipzig Pop Up là hội chợ âm nhạc hàng năm với nhạc cảnh độc lập cũng như một lễ hội âm nhạc diễn ra tại Lễ Ngũ Tuần vào cuối tuần. Một số địa điểm biểu diễn nhạc sống diễn ra hàng ngày. là một trong những câu lạc bộ sinh viên lâu đời nhất tại châu Âu với nhiều thể loại khác nhau. Với trên 15 năm, "Tonelli's" là buổi biểu diễn miễn phí hàng ngày trong tuần, mặc dù vé vào cửa có thể áp dụng vào thứ Bảy.
Bill và Tom Kaulitz, thành viên của nhóm Tokio Hotel, sinh ra tại Leipzig vào năm 1989, và Till Lindemann của Rammstein cũng đã sinh ra tại thành phố vào năm 1963. Nhóm nhạc black metal Na Uy Mayhem đã đánh dấu buổi biểu diễn trực tiếp thứ 1993 của họ tại câu lạc bộ Eiskeller vào ngày 26 tháng 11 năm 1990.

### Nghệ thuật
Tòa nhà phức hợp Grassi Museum gồm có ba bộ sưu tập chính của Leipzig tại: Bảo tàng Dân tộc học, Bảo tàng Nghệ thuật ứng dụng, và Bảo tàng Dụng cụ âm nhạc (bảo tàng cuối cùng thuộc Đại học Leipzig). Đại học Leipzig cũng quản lý Bảo tàng Cổ vật.

### Sự kiện thường niên

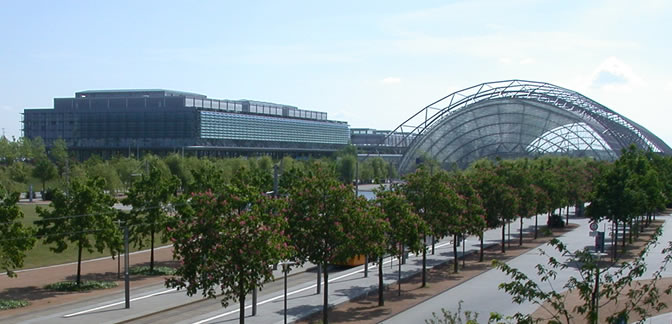
Trung tâm Hội chợ Mới

- Triển làm ô tô quốc tế Auto Mobil International (AMI)[24]
- AMITEC, hội chợ về bảo trì, giữ gìn, bảo quản và phục hồi xe cộ tại Đức và Trung Âu[25]
- A cappella: Festival nhạc xướng âm, do Ensemble amarcord tổ chức
- Bach-Fest: Lễ hội Johann Sebastian Bach
- Chợ Giáng sinh Christmas (từ 1767)
- Dokfestival: festival quốc tế về phim tài liệu và phim hoạt hình
- Jazztage,[26] festival nhạc jazz đương đại

- Ladyfest Leipzig[27] (tháng 8) Emancipatoric, Festival nữ quyền nhạc Punk & Electro
- Leipzig Book Fair: hội chợ sách lớn thứ hai tại Đức sau Frankfurt
- OPER unplugged với Âm nhạc, khiêu vũ và sân khấu do Heike Hennig & Co tổ chức[28]
- Stadtfest: festival thành phố
- Wave-Gotik-Treffen tại Lễ Ngũ Tuần: festival goth hay "văn hóa tăm tối" lớn nhất thế giới
- Leipzig Pop Up[29]

### Thể thao
Có trên 300 câu lạc bộ thể thao trong thành phố với 78 môn khác nhau. Trên 400 cơ sở thể thao hiện diện để phục vụ các cư dân và thành viên của các câu lạc bộ.
Hiệp hội bóng đá Đức (DFB) đã được thành lập tại Leipzig vào năm 1900. Thành phố là nơi bốc thăm của Giải vô địch bóng đá thế giới 2006, và đã tổ chức bốn trận đấu trong vòng bảng cùng một trận trong vòng 1/16 tại sân vận động trung tâm. Leipzig cũng đã đăng cai Cúp thế giới môn đấu kiếm vào năm 2005 và một số cuộc thi đấu thế thao quốc tế khác vào mỗi năm.

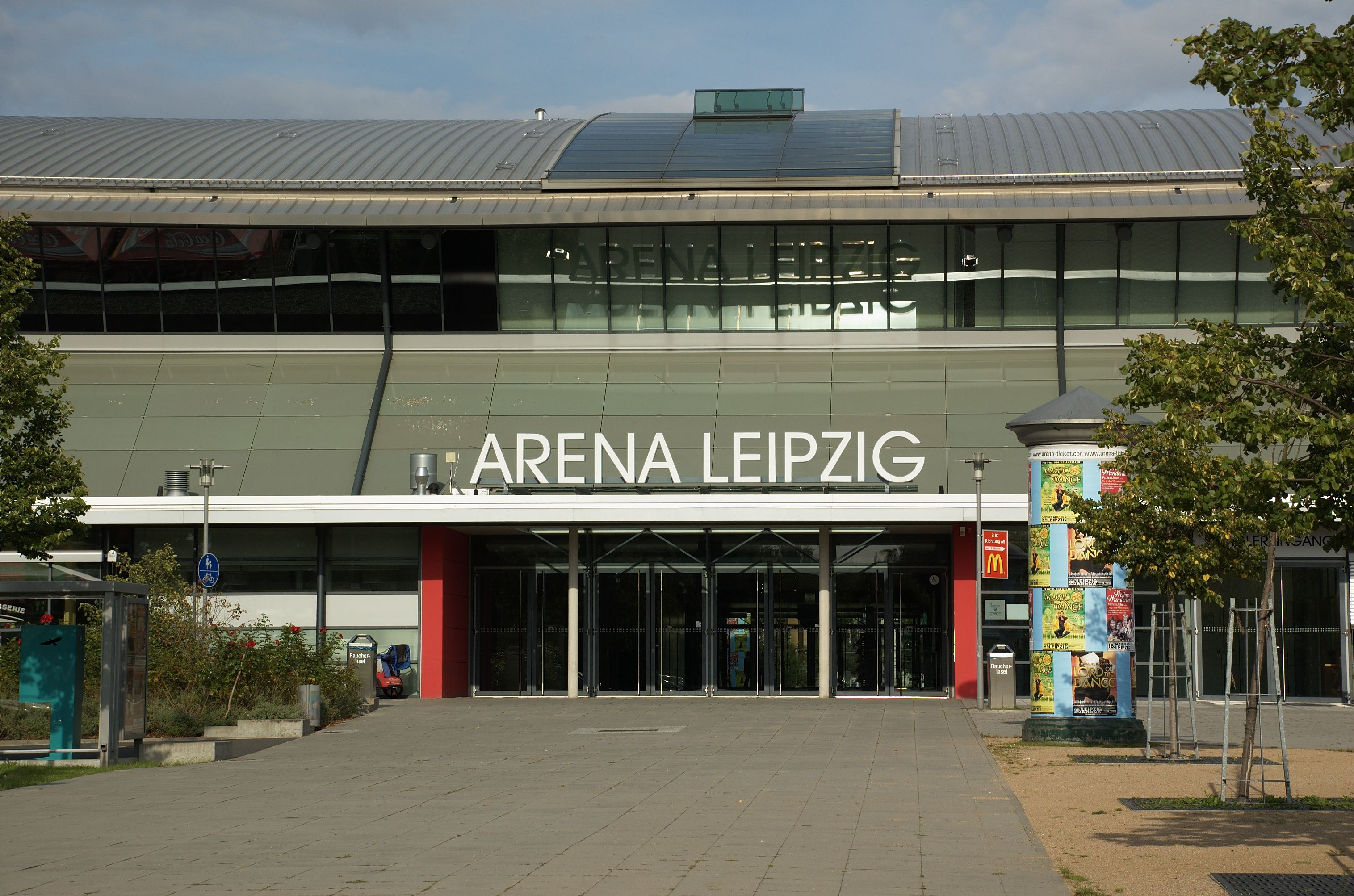
Leipzig Arena

Kể từ khi bắt đầu thế kỷ 20, khúc côn cầu trên băng đã có được tỉnh phổ biến và một số câu lạc bộ địa phương đã lập các phòng ban chuyên dụng để phục vụ môn thể thao này. Ngày nay Sư tử Xanh Leipzig là cây lạc bộ khúc côn cầu trên băng nổi tiếng nhất của thành phố.
VfB Leipzig, nay là 1. FC Lokomotive Leipzig, đã chiến thắng giải vô địch bóng đá quốc gia lần đầu tiên vào năm 1903.
Từ năm 1950 đến 1990 Leipzig là chủ nhà của Deutsche Hochschule für Körperkultur (DHfK) (Trường trung học giáo dục thế chất Đức), đại học thể thao quốc gia của Cộng hòa Dân chủ Đức.
Handball-Club Leipzig là một trong những câu lạc bộ bóng ném nữ thành công nhất tại Đức, đã giành được 20 chức vô dịch trong nước kể từ năm 1956 và 3 danh hiệu vô địch nữ Liên đoàn bóng ném châu Âu.
Leipzig đã từng xin đăng cai Thế vận hội Mùa hè 2012. Việc ứng cử đã không thành công khi Ủy ban Olympic quốc tế đưa số ứng cử viên xuống còn 5, cuộc canh trạnh cuối cùng đã đem chiến thắng về tay Luân Đôn vào ngày 6 tháng 7 năm 2005.
Hồ Markkleeberg (Markkleeberger See) là một hồ mới ở trước mặt Markkleeberg, một khu ngoại ô ở phía nam của Leipzig. Một mỏ than lộ thiên trước đây, nó được làm cho ngập nước vào năm 1999 và được phát triển vào năm 2006 để trở thành một địa điểm du lịch. Tại mặt đông nam là trường thi đấu vượt chướng ngại vật trên dòng nước nhân tạo chỉ dùng lực bơm duy nhất tại Đức, công viên xuồng Markkleeberg (Kanupark Markkleeberg), một địa điểm với đối thủ Eiskanal tại Augsburg với việc tập dượt và thi đấu ua thuyền canoe/kayak quốc tế.
Vào tháng 6 năm 2009 Red Bull đã tiến vào thị trường bóng đá địa phương sau khi bị từ chối quyền mua FC Sachsen Leipzig vào năm 2006. Câu lạc bộ RB Leipzig mới được thành lập hiện đang cố gắng thăng hạng và đưa Bundesliga quay trở lại tầm khu vực.
Hai đội có cơ sở tại Leipzig là các thành viên của Unihockey-Bundesliga, giải khúc côn cầu trong nhà ngoại hạng Đức. MFBC Löwen Leipzig đã đứng thứ nhì vào năm 2009, SC DHFK Leipzig vào năm 2008.

### Ẩm thực
- Một món ăn địa phương xuất hiện ở tất cả các mùa là Leipziger Allerlei, một món hầm gồm có các loại rau theo mùa và tôm.
- Leipziger Lerche là một món bánh ngọt được nhồi quả hạnh ép, quả hạch và mứt dâu tây; tên gọi ("chiền chiện Leipzig")xuất phát từ một món pâté chiền chiện từng là đặc sản của Leipzig cho đến khi có lệnh cấm săn chim sơn ca tại Sachsen năm 1876.
- Gose là một phương pháp lên men chua khi ủ bia có nguồn gốc tại khu vực Goslar và đến thế kỷ 18 đã trở nên phổ biến tại Leipzig.

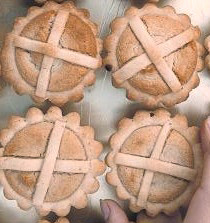
Leipziger Lerche
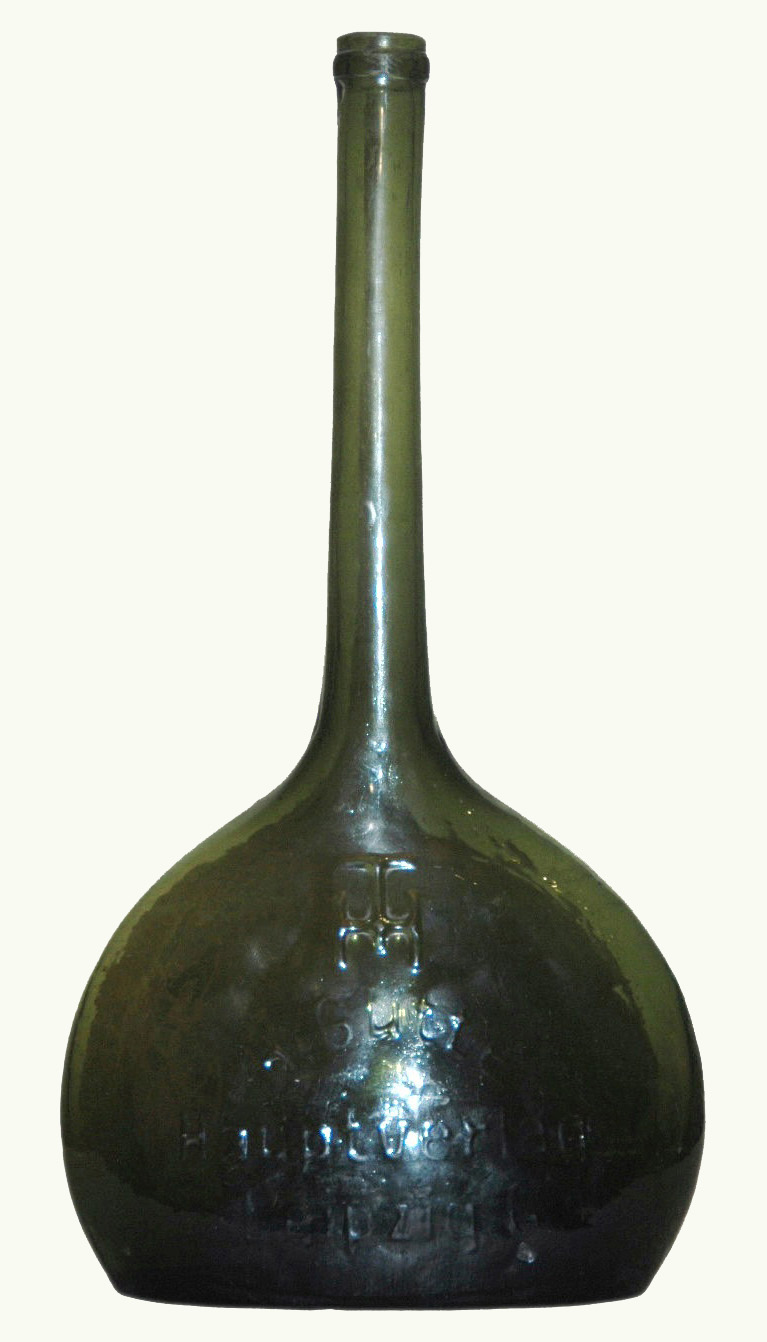
Chai Gose truyền thống (khoảng năm 1900)

## Giáo dục

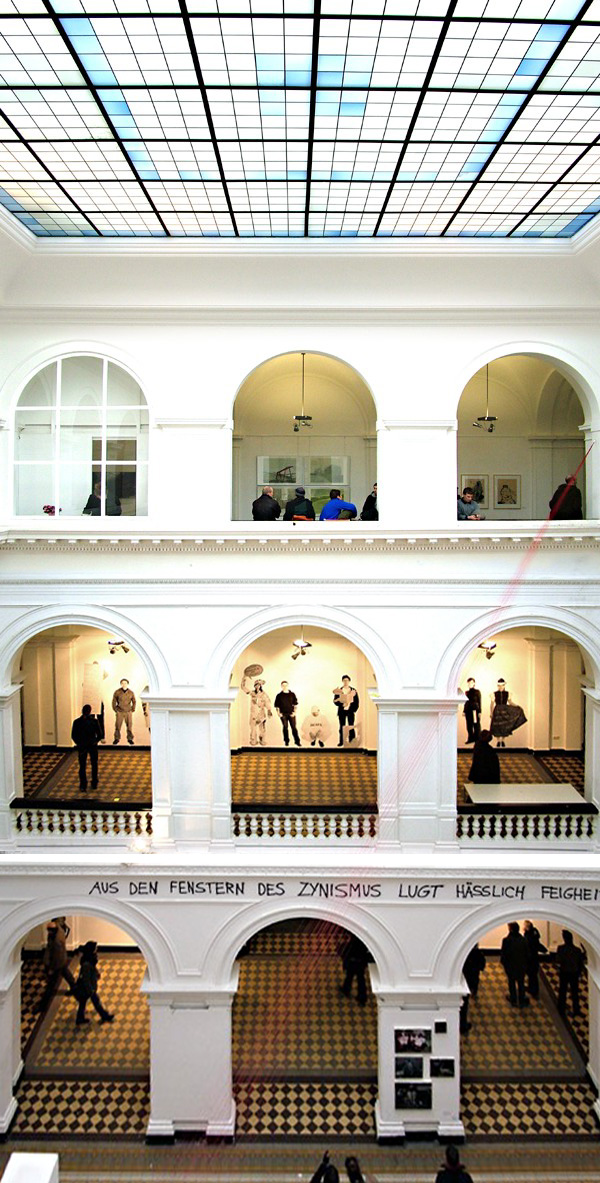
Hochschule für Grafik und Buchkunst Leipzig

### Đại học
Đại học Leipzig được hình thành từ năm 1409, là một trong những đại học lâu đời nhất tại châu Âu. Người từng đạt giải Nobel, Werner Heisenberg từng làm việc tại đây với vai trò là một giáo sư vật lý (từ 1927 đến 1942), cũng như những người từng đạt giải Nobel khác là Gustav Ludwig Hertz (vật lý), Wilhelm Ostwald (hóa học) và Theodor Mommsen (văn học). Nhưng người là cựu cán bộ giảng dạy của trường gồm có nhá khoáng vật học Georg Agricola, nhà văn Gotthold Ephraim Lessing, triết gia Ernst Bloch, ngời sáng lập tâm lý vật lý học Gustav Theodor Fechner, và nhà tâm lý học Wilhelm Wundt. Trong số các cựu sinh viên nổi danh của trường có nhà văn Johann Wolfgang Goethe và Erich Kästner, nhà toán học và triết gia Gottfried Leibniz và triết gia Friedrich Nietzsche, nhà hoạt động chính trị Karl Liebknecht, và nhà soạn nhạc Richard Wagner. Thủ tướng Đức từ năm 2006, Angela Merkel, từng học ngành vật lý tại Đại học Leipzig. Đại học có khoảng 30.000 sinh viên.
Học viện Văn học Đức là một bộ phận của Đại học Leipzig, được thành lập từ năm 1955 dưới tên gọi "Johannes R. Becher-Institut". Rất nhiều nhà văn có tiếng đã tốt nghiệp tại học viện này, trong đó có Heinz Czechowski, Kurt Drawert, Adolf Endler, Ralph Giordano, Kerstin Hensel, Sarah và Rainer Kirsch, Angela Krauß, Erich Loest, Fred Wander. Sau khi đóng cửa vào năm 1990, học viện đã được tái lập năm 1995 với đội ngũ giảng viên mới.

### Nghệ thuật thị giác và Nhà hát
"Viện Nghệ thuật thị giác" (Hochschule für Grafik und Buchkunst) được thành lập vào năm 1764. Năm 2006, viện có 530 sinh viên ghi danh trong các ngành học về hội họa và đồ họa, thiết kế sách/thiết kế đồ họa, nhiếp ảnh và nghệ thuật truyền thông.
Đại học Âm nhạc và Sân khấu có hàng loạt lĩnh vực khác nhau, từ đào tạo bằng nhạc cụ, âm thanh, giải thích, huấn luyện, nhạc thính phòng piano, chỉ đạo dàn nhạc, chỉ đạo dàn hợp xướng và sáng tác nhạc để phục vụ diễn xuất và kịch nghệ.

### Đại học Khoa học Ứng dụng
Đại học Khoa học Ứng dụng Leipzig (HTWK) có xấp xỉ 6200 sinh viên năm 2007 và là cơ sở giáo dục bậc cao lớn thứ hai tại Leipzig. Trường được thành lập vào năm 1992 trên cơ sở hợp nhất một vài trường cũ. Với vai trò là một trường đại học khoa học ứng dụng (tiếng Đức: Fachhochschule) trường cí vị thế is thấp hơn một trường đại học, với phần thực hành được chú trọng hơn. HTWK có nhiều lớp kĩ sư, cũng như khoa học máy tính, toán học, quản trị kinh doanh, quản lý thư viện, nghiên cứu bảo tàng và công tác xã hội. Các cơ sở vật chất của trường chủ yếu nằm tại phía nam thành phố.

### Khác
Trường Nghiên cứu Quản lý Leipzig, (tiếng Đức Handelshochschule Leipzig (HHL)), là trường kinh doanh lâu đới nhất tại Đức.
Trong số các viện nghiên cứu nằm tại Leipzig, có ba viện thuộc về Học hội Max Planck là viện Toán học trong Khoa học Tự nhiên Max Planck (Max-Planck-Institut für Mathematik in den Naturwissenschaften), viện Nhận thức con người và Khoa học Não Max Planck (Max-Planck-Institut für Kognitions- und Neurowissenschaften) cùng viện Nhân loại Tiến hóa Max Planck (Max-Planck-Institut für evolutionäre Anthropologie). Có hai viện thuộc Học hội Fraunhofer. Các viện khác là Trung tâm Nghiên cứu Môi trường Helmholtz, một bộ phận của Tổ chức Trung tâm Nghiên cứu Đức Helmholtz, và Viện Nghiên cứu Tầng đối lưu Leibniz.

## Kinh tế

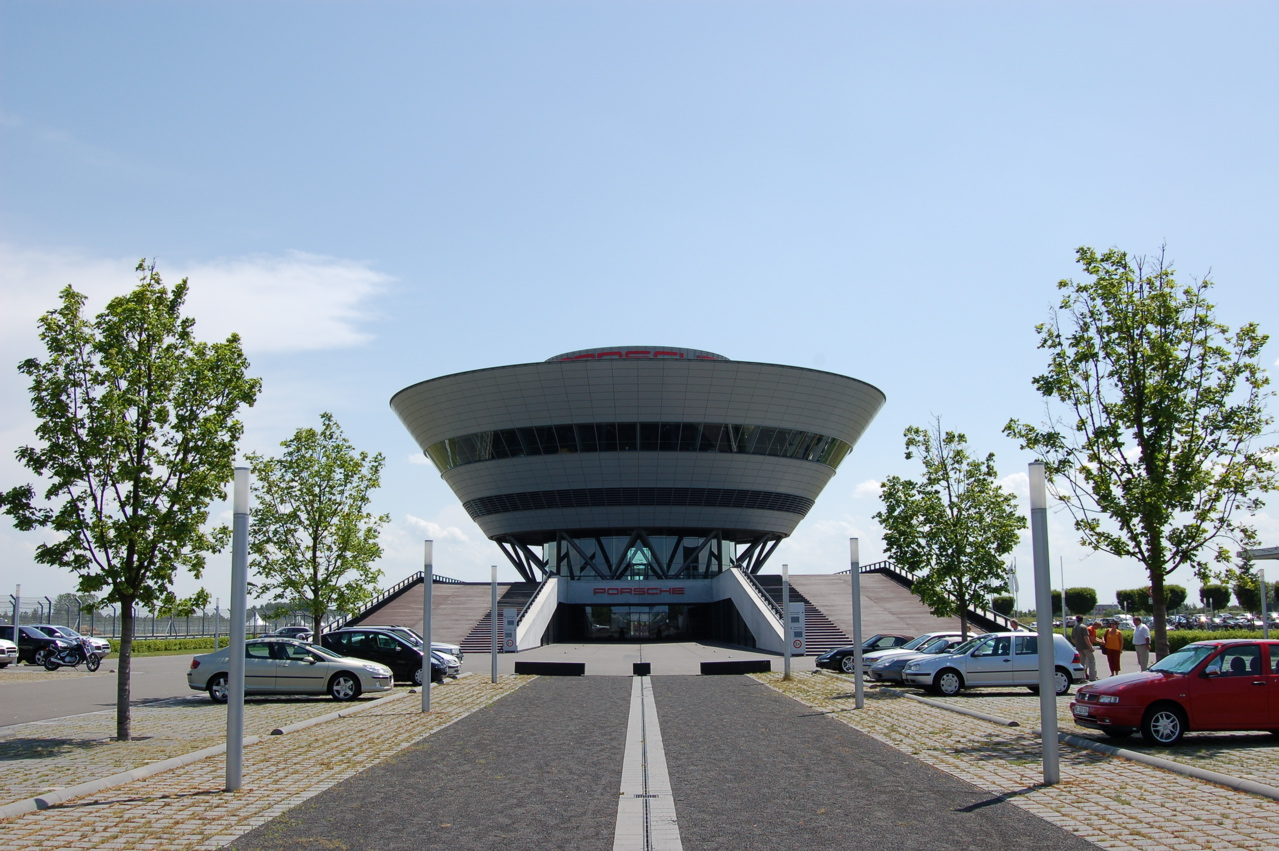
Porsche Diamond, tòa nhà trung tâm chăm sóc khách hành của Porsche Leipzig

Trước khi Chiến tranh thế giới thứ hai, Leipzig không chỉ là một trung tâm thương mại quan trọng với Hội chợ Thương mại Leipzig mà còn là một trung tâm công nghiệp quan trọng không kém. Các ngành công nghiệp truyền thống là xuất bản và in ấn, đúc, kỹ thuật, ngành công nghiệp lông thú, công nghiệp dệt (Leipziger Baumwollspinnerei, Sächsische Wollgarnfabrik) và có các hãng chế tạo dương cầm (Blüthner, Ludwig Hupfeld AG, Wilhelm Schimmel, Feurich).
Trong thời kì Đông Đức, Leipzig vẫn là một địa điểm thương mại quan trọng. Các quận của Leipzig vào năm 1972 đã đóng góp 9,3% sản xuất công nghiệp của Đông Đức. Ngoài các ngành công nghiệp nói trên, ngành công nghiệp của thành phố còn bao gồm khai thác than, phát điện, công nghiệp hóa chất được phát triển mạnh ở phía nam của Leipzig. Với việc tái thông nhất nước Đức, Leipzig đã trở thành nơi có kinh tế kết hợp với các ngành như thiết bị xây dựng, thiết bị làm đất, nhà máy đúc, vật đúc, máy dò tìm, công nghệ thông tin và truyền thông, dịch vụ tòa nhà, thiết bị khai mỏ lộ thiên, cần cẩu và băng tải và nhà máy hóa chất. Các loại đất màu mỡ ở những vùng đất thấp ở khu vực Leipzig dùng cho nông nghiệp.
Các công ty có văn phòng hay trụ sở tại Leipzig vào những vùng lân cận là:
- Amazon
- Blüthner: chế tạo dương cầm
- BMW
- DHL
- Porsche
- Siemens
- Future Electronics

Có thể tìm thấy nhiều quầy bán rượu, nhà hàng và cửa hiệu ở trung tâm thành phố được cả người Đức lẫn du khách nước ngoài lui tới. Ga Trung tâm Leipzig Central nằm tại một trong các trung tâm mua sắm lớn nhất tại thành phố.
Các lĩnh vực phi sản xuất lớn nhất trong thành phố bao gồm các trường trung học và đại học trong và xung quanh vùng Leipzig/Halle. Đại học Leipzig thu hút hàng triệu euro tiền đầu tư hàng năm và đang tiến hành xây những công trình khổng lồ để chào mừng 600 năm thành lập.
DHL đang trong quá trình chuyển các hoạt động hàng không của mình từ Sân bay Brussels tới Sân bay Leipzig/Halle. Amazon.com có một trung tâm phân phối lớn gần sân bay.
Thành phố cũng có trụ sở của European Energy Exchange là công ty năng lượng lớn nhất khu vực Trung Âu.
Kirow Ardelt AG, công ty đứng đầu thế giới về cần trục, đặt trụ sở tại Leipzig.
Future Electronics – công ty hành đầu thế giới về phân phối linh kiện điện tử đã chuyển Trung tâm Phân phối EMEA về Leipzig.

## Truyền thông

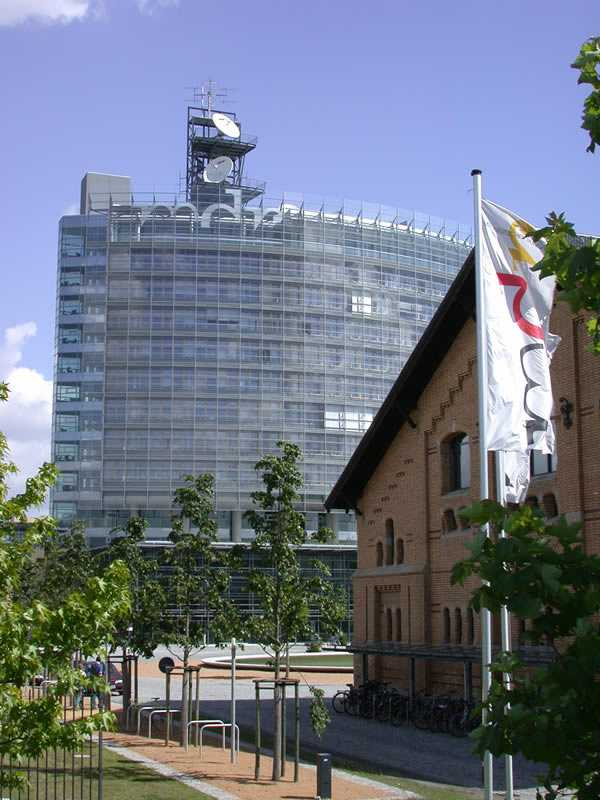
MDR, một trong số những nhà xuất bản của Đức

- MDR, một trong những hãng phát thanh-truyền hình công cộng của Đức, có trụ sở chính và trường quay chương trình truyền hình chính tại thành phố. Hãng cung cấp chương trình tới các mạng lưới truyền hình và phát thanh khác nhau và sở hữu trong tay một dàn nhạc giao hưởng, đội hợp xướng một nhóm múa ba lê.
- Leipziger Volkszeitung (LVZ) là nhật báo duy nhất của thành phố. Được hình thành từ năm 1894, tờ báo đã xuất bản dưới nhiều chế độ chính trị. Đây là tờ báo đầu tiên trên thế giới được xuất bản hành ngày. Tạp chí nguyệt san Kreuzer chuyên biệt về văn hóa, lễ hội và nghệ thuật tại Leipzig.
- Do từng được biết đến với một số lượng lớn các nhà xuất bản, Leipzig đã từng được gọi là Buch-Stadt (thành phố sách).[36] Chỉ một vài nhà xuất bản được cho phép hoạt động trong những năm tháng dưới chế độ Cộng hòa Dân chủ Đức, và trong thời gian đó Frankfurt đã phát triển thành một trung tâm xuất bản quan trọng hơn, nổi tiếng nhất trong số chúng là các chi nhánh của Brockhaus và Insel Verlag. Reclam, hình thành từ năm 1828, từng là một nhà xuất bản lớn của thành phố. Thư viện Đức (Deutsche Bücherei) tại Leipzig là một phần của Thư viện Quốc gia Đức.

## Giao thông

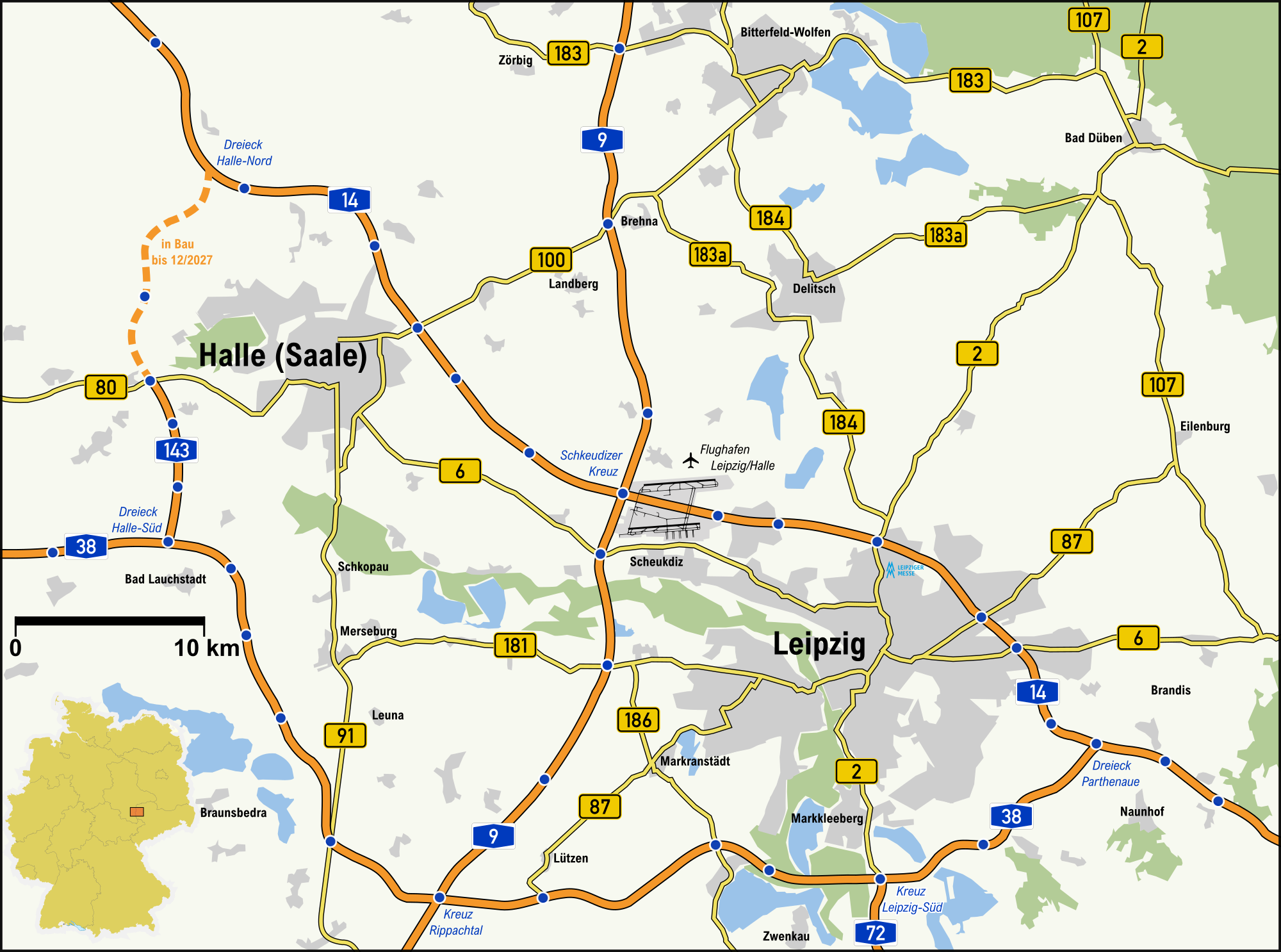
Mạng lưới giao thông đường bộ Leipzig

Leipzig nằm tại nơi giao nhau của hai tuyến đường thời trung cổ là Via Regia và Via Imperii và do vậy đã trở thành một trung tâm giao thông quan trọng. tuyến đường sắt nối giữa hai nơi đầu tiên tại Đức là tuyến từ Leipzig tới Dresden từ năm 1839. Đặc biệt là từ sau khi thay đổi chế độ, các nguồn vốn đầu tư cho việc hiện đại hóa và mở rộng mạng lưới xa lộ, đường sắt và đường hành không đã khiến cho Leipzig ngày nay đã có một hệ thống cơ sở hạ tầng ưu việt.
| Phương tiện                   | 2003  | 2009  |
| ----------------------------- | ----- | ----- |
| Giao thông công cộng          | 17,3% | 18,8% |
| Ô tô trong vai trò lái xe     | 34,1% | 28,6% |
| Ô tô trong vai trò hành khách | 9,9%  | 11,0% |
| Xe đạp                        | 12,4% | 14,4% |
| Đi bộ                         | 26,3% | 27,3% |

### Đường bộ
Leipzig có thể tiếp cận bằng một số tuyến xa lộ: ở phía bắc có đường cao tốc liên bang A 14, phía tây là A 9 và phía nam là đường A 38. Ba tuyến đường cao tốc này tạo thành một phần hình tam giác của tuyến xa lộ vành đai quanh cả Halle và Leipzig. Phía nam tới Chemnitz cũng có một phần tuyến A 72 đang được dự tính xây dựng. Các dự án mở rộng và xây mới cũng bao gồm các tuyến đường xa lộ liên bang. Vì vậy, một tuyến lộ mới có tên B 87 từ Leipzig tới Torgau (để thay thế A16) đã được lên kế hoạch. Tuy nhiên tại đây, lộ trình chính xác vẫn chưa được biết. Ngoài ra còn có tuyến B 181 tới Merseburg.
Các tuyến đường liên bang đi qua thành phố là Bundesstraßen B 2, B 6, B 87, B 181, B 184 và B 186.
Tuyến đường vành đai, vốn tương ứng với tường thành cổ trước đây, bao quanh trung tâm thành phố Leipzig, hiện bị hanh chế giao thông tại nhiều phần.
Giống như hầu hết các thành phố lớn khác tại Đức, Leipzig có một sơ đồ giao thông được thiết kế để mục vụ cho xe đạp thân thiện. Hiện có một mạng lưới giao thông dành cho xe đạp rộng lớn. Tại hầu hết các tuyến đường một chiều ở trung tâm thành phố, những người đi xe đạp được cho pháp đi theo cả hai chiều. Một vài đường dành cho xe đạp đã được xây dựng hay tuyên bố xây dựng từ năm 1990.

### Tàu hỏa

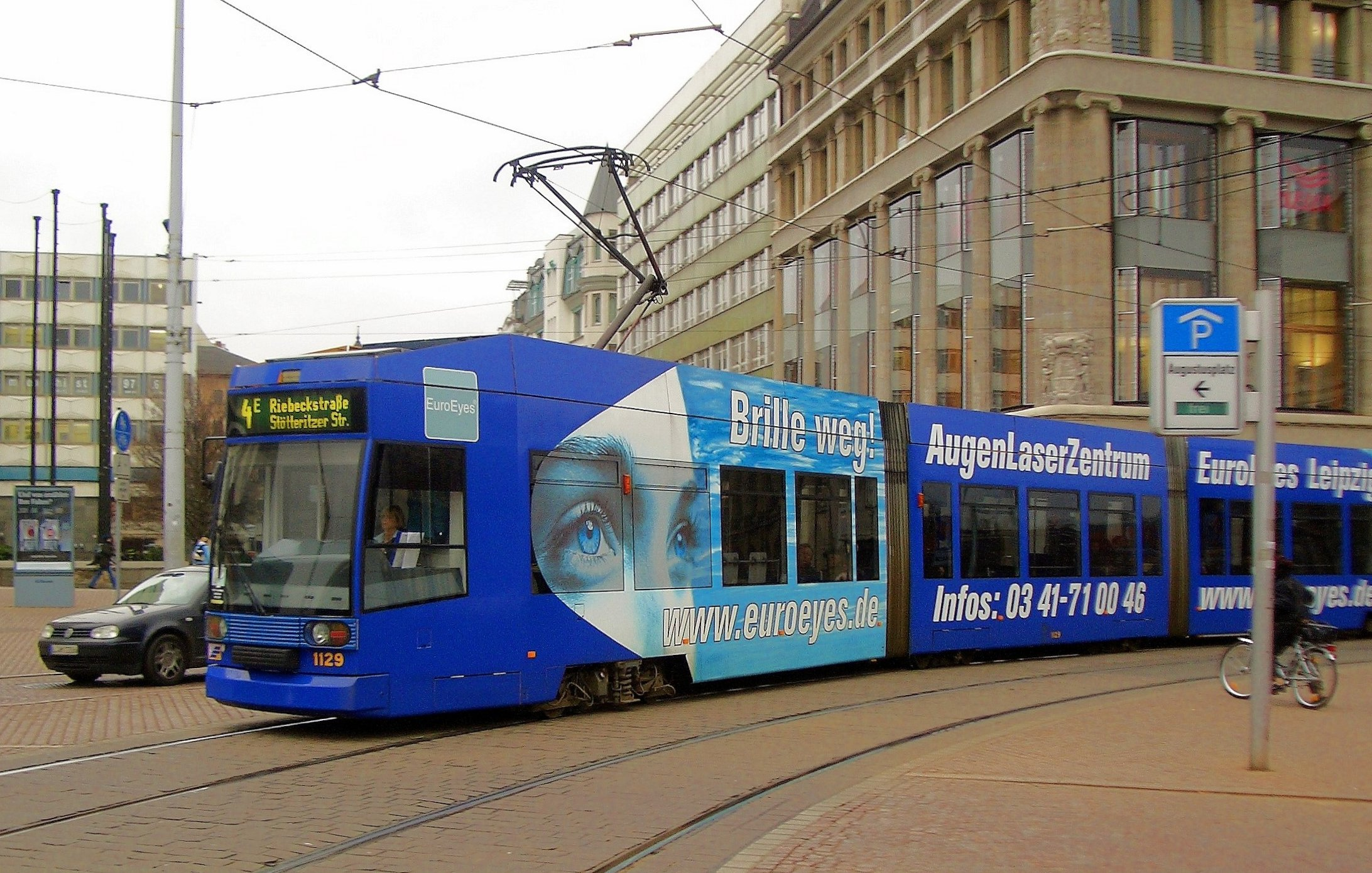
Xe điện NGT8 Augustusplatz chạy trong khu vực đô thị Leipzig

Nhà ga Trung tâm Leipzig mở cửa từ năm 1915, nằm tịa nơi giao nhau của các tuyến đường sắt quan trọng theo hướng bắc-nam và tây-đông. Tàu Intercity-Express chạy giữa Berlin và München dừng tại Leipzig và cách xấp xỉ 1 giờ từ Ga Trung tâm Berlin và 6 giờ từ Ga Trung tâm München.
Leipzig cũng có một mạng lưới giao thông công cộng bản địa trải rộng. Mạng lưới xe điện và xe buýt của thành phố hoạt động dưới sự điều hành của Leipziger Verkehrsbetriebe. Hệ thống xe điện của Leipzig, với chiều dài 209 km (khoảng 140 mi) là một trong các hệ thống cùng loại dài nhất tạic ác thành phố nước Đức.
Một tuyến đường sắt ngầm được gọi là "city tunnel" đang được xây dựng và tuyến này sẽ nối các ga tàu hỏa tới trung tâm thành phố với chi phí vượt quá 500 triệu euro.

### Hàng không
Sân bay Leipzig/Halle là sân bay chính trong khu vực phụ cận của thành phố. Sân bay Leipzig/Halle có một số chuyến bay thuê bao theo mùa cũng như các chuyến bay định kì. Sân bay quân sự cũ nằm gần Altenburg, Thuringia được gọi là Sân bay Leipzig-Altenburg cách trung tâm thành phố Leipzig khoảng nửa giờ đi xe Leipzig cho đến trước năm 2010 từng được hãng Ryanair khai thác.

### Đường thủy
Trong nửa đầu thế kỷ 20 việc xây dựng kênh đào Elster-Saale nối giữa sông Elster Trắng và Saale đã được khởi công tại Leipzig để kết nối hệ thống các đường thủy. Việc bùng nổ Thế chiến thứ 2 đã làm cho hầu hết công việc phải dừng lại, dẫu cho một số công việc vẫn có thể tiếp tục do việc sử dụng lao động cưỡng bức. Cảng Lindenauer hầu như đã hoàn thành song chưa kết nối tương ứng được với kênh đào Elster-Saale và kênh đào Karl-Heine. Các dòng sông Leipzig (Elster Trắng, Neue Luppe Pleiße và Parthe) chảy trong khu vực đô thị có lòng sông chủ yếu là nhân tạo và được một số kênh bổ sung lượng nước. Các tuyến đường thủy này chỉ thích hợp cho các thuyền du lịch nhỏ đi lại.
Thông qua việc cải tạo và tái phục hồi các dòng nước và luồng lạch hiện có ở phía nam thành phố và các mỏ lộ thiên ngập nước, hệ thống giao thông đường thủy của thành phố đã được mở rộng. Thành phổ đã ủy nhiệm một kế hoạch để nối kênh đào Karl Heine và cảng Lindenauer đã bỏ hoang vào năm 2008. Còn nhiều việc phải làm để hoàn thành kênh Elster-Saale. Việc này nếu hoàn thành sẽ cho phép các tàu thể thao có thể đi từ Leipzig tới tận Elbe.

## Quan hệ quốc tế
Leipzig kết nghĩa với:
- Addis Ababa, Ethiopia (2004)

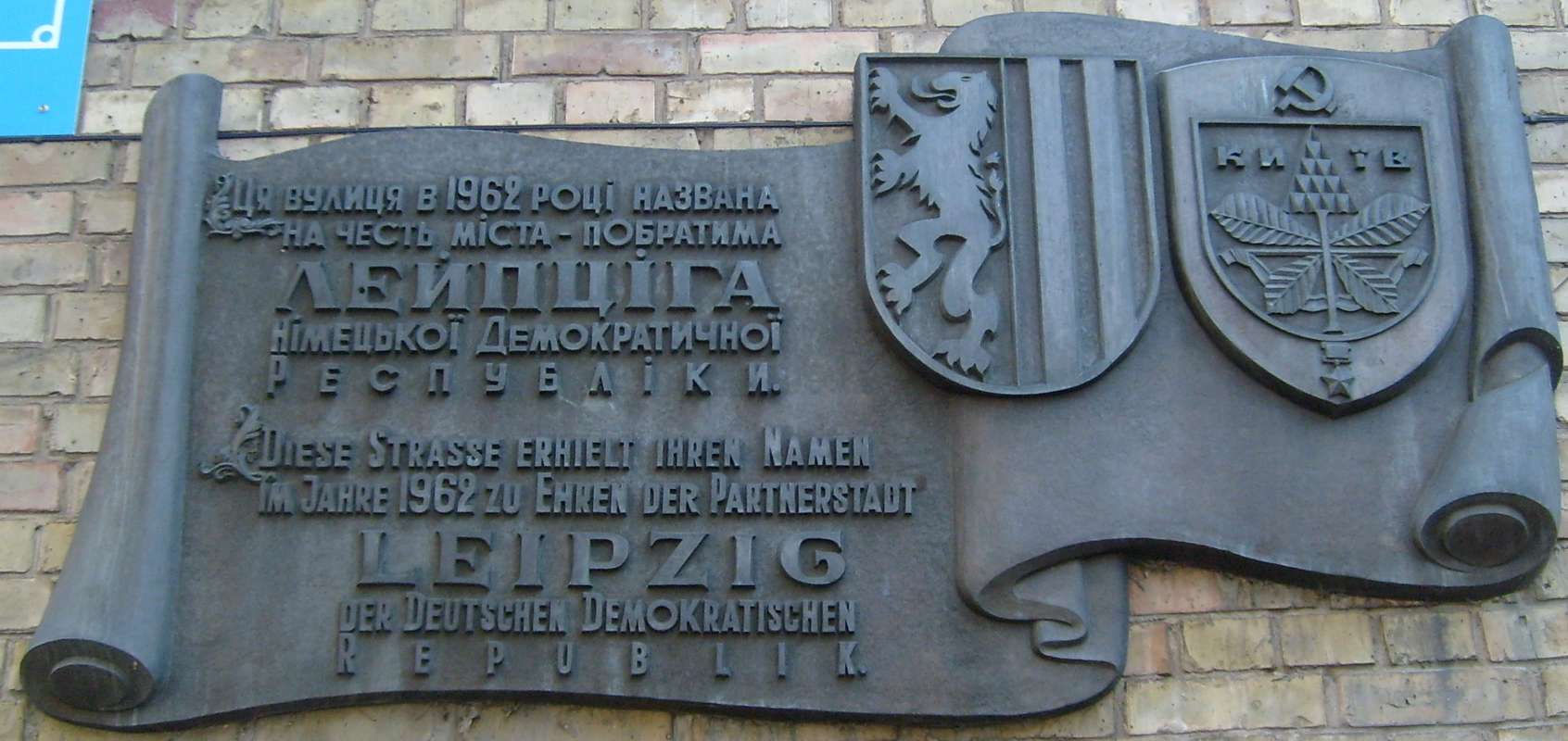
Tấm bảng trên Phố Leipzig ở Kyiv, một trong những thành phố kết nghĩa của Leipzig

- Birmingham, Vương quốc Liên hiệp Anh và Bắc Ireland (1992)
- Bologna, Ý (1962, ký kết mới vào năm 1997)
- Brno, Cộng hòa Séc (1973, ký kết mới vào năm 1999)
- Frankfurt, Đức (1990)
- Hanover, Đức (1987)
- Herzliya, Israel (2010)
- Thành phố Hồ Chí Minh, Việt Nam (2021)
- Houston, Hoa Kỳ (1993)
- Kyiv, Ukraina (1961, ký kết mới vào năm 1992)
- Lyon, Pháp (1981)
- Nam Kinh, Trung Quốc (1988)
- Thessaloniki, Hy Lạp (1984)
- Travnik, Bosnia và Herzegovina (2003)

### Cộng tác
- Kraków, Ba Lan (1973, ký kết mới vào năm 1995)[42][43]